# يوشيكي ناكاي
يوشيكي ناكاي (باليابانية: 中井 義樹) (4 يناير 1983 في تاكاتسوكي في اليابان – )؛ هو لاعب كرة قدم ياباني سابق كان يلعب كلاعب وسط.

## وصلات خارجية
- يوشيكي ناكاي على موقع رابطة كرة القدم اليابانية للمحترفين (اليابانية)
- يوشيكي ناكاي على موقع عالم كرة القدم.نت (الإنجليزية)